# 백분율

위키미디어 사이트를 방문하는 웹 브라우저별 비율을 보여주는 원형 차트(2009년 4월~2012년)

백분율(百分率, 문화어: 백분률) 또는 퍼센트(percent)는 수를 100과의 비로 나타내는 방법이다. 비율에 100을 곱한 값이며 기호는 %이다. 예를 들어 32.1%는 0.321을 나타낸다. “프로센트”(네덜란드어: procent)를 줄여 프로라고도 한다.
보통 백분율은 0과 1 사이의 값을 나타내는 데 쓰이지만, 임의의 무차원 수를 백분율로 나타낼 수 있다. 예를 들어, 111%는 1.11을, -0.35%는 -0.0035를 나타낸다.

## 역사
십진법이 존재하기 훨씬 이전인 고대 로마에서는 종종 1/100의 배수로 분수를 사용하여 계산을 했다. 예를 들어, 아우구스투스는 센테시마 레룸 베날리움(centesima rerum venalium)이라는 경매에서 판매된 상품에 대해 1/100의 세금을 부과했다. 이러한 분수를 사용한 계산은 백분율 계산과 동일하다.
중세 시대에 돈의 단위가 커지면서 분모 100을 사용하는 계산이 점차 표준이 되었고, 15세기 후반부터 16세기 초까지는 산수 교과서에 이러한 계산을 포함하는 것이 일반화되었다. 이러한 텍스트 중 다수는 이러한 방법을 손익, 이자율 및 3의 법칙에 적용했다. 17세기에는 이자율을 100분의 1로 표시하는 것이 표준이었다.

## 백분율 기호

백분율 기호

"퍼센트"라는 용어는 "백" 또는 "백 단위"를 의미하는 라틴어 per centum에서 파생된다. "퍼센트"의 기호, 즉 백분율 기호는 "100분의 1"을 의미하는 이탈리아어 용어인 퍼센트 센트(cento)의 점진적인 축소에 의해 발전되었다. "per"는 종종 "p."로 축약되었으며 결국에는 완전히 사라졌다. "cento"는 수평선으로 구분된 두 개의 원으로 축소되었으며, 여기에서 현대의 "%" 기호가 파생되었다.

## 특이 사항
계산기에서 0으로 나눌 때 백분율인 %의 버튼을 누르면 연산자 값에 오류가 발생한다. (보기: E, ERROR, OVERFLOW 등)

## 관련 단위
- 천분율 (‰: 1,000분의 1)
- 만분율 (‱: 10,000분의 1)
- ppm
- ppb
- ppt
- 농도
- 그레이드 (각도 단위)

## 같이 보기
- 백분율 기호(%)
- %p
- 백분위